# Euristhmus microceps
Euristhmus microceps es una especie de peces de la familia Plotosidae en el orden de los Siluriformes.

## Hábitat
Es un pez de mar y  bentónico. y de clima templado.

## Distribución geográfica
Es un endemismo de Australia.